# São Brás do Suaçuí
São Brás do Suaçuí est une municipalité brésilienne de l'État du Minas Gerais et la microrégion de Conselheiro Lafaiete.